# Wasserstoffherstellung aus Kernenergie

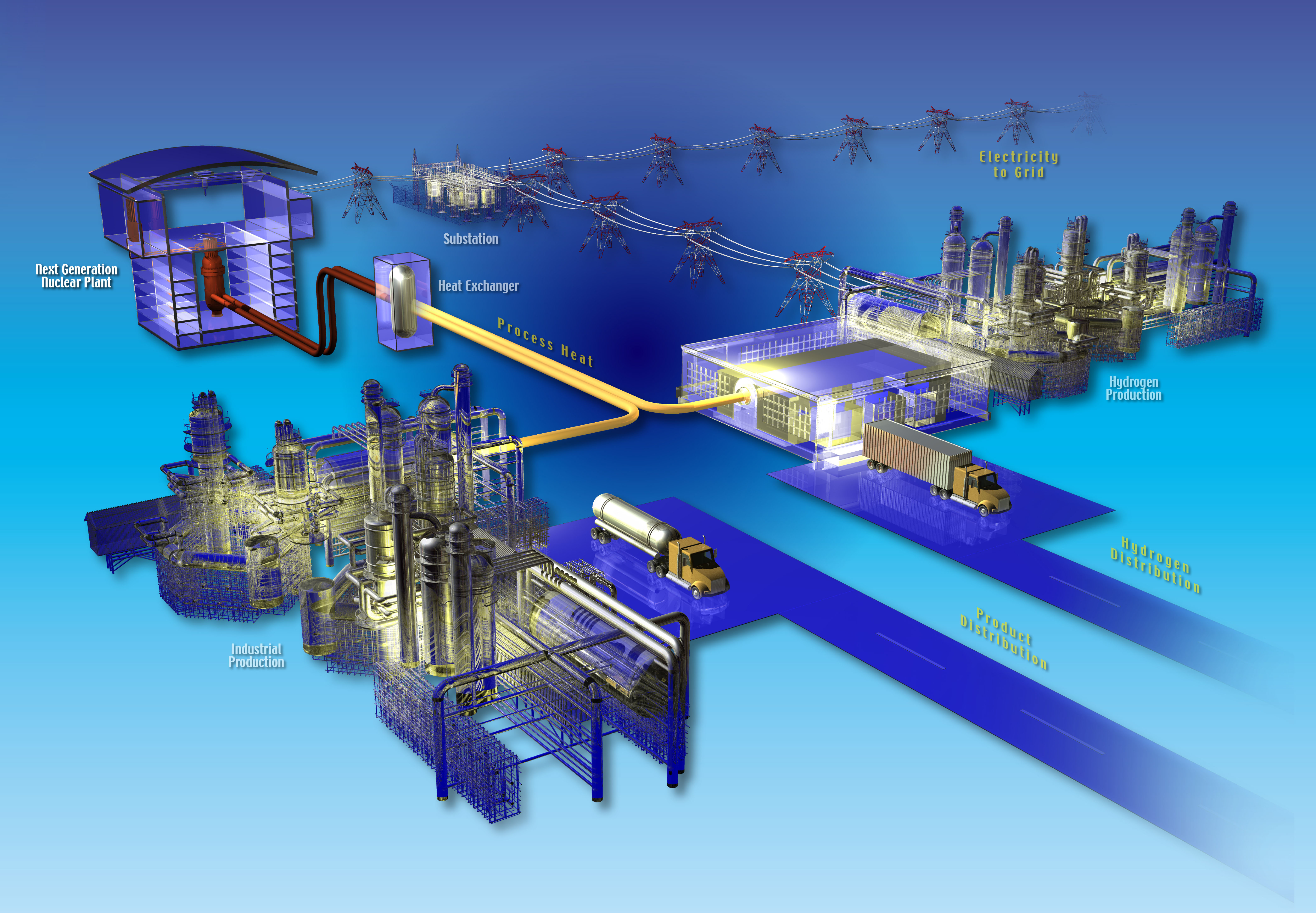
Konzept eines Generation-IV-Kernkraftwerks, das neben Elektrizität auch Prozesswärme liefert, die sowohl in der Industrie als auch zur Herstellung von Wasserstoff Verwendung findet

Wasserstoffherstellung aus Kernenergie bezeichnet Verfahren, bei denen die Energie von Kernkraftwerken zur Produktion von Wasserstoff genutzt wird. Ziel ist es, emissionsarmen Wasserstoff bereitzustellen, der als Energieträger oder chemischer Rohstoff dienen kann. Es existieren verschiedene technische Ansätze zur nuklearen Wasserstofferzeugung. Dazu zählen Elektrolyse mit aus Kernenergie erzeugtem Strom, Hochtemperaturelektrolyse, Radiolyse von Wasser, thermochemische Verfahren sowie hybride Methoden, die sowohl Wärme als auch Strom einsetzen. Je nach Art des Reaktors – beispielsweise Leichtwasserreaktoren, Brutreaktoren oder Hochtemperaturreaktoren – können die verschiedenen Methoden mit unterschiedlicher Effizienz eingesetzt werden.
Bei der Wasserstoffproduktion werden verschiedene Verfahren durch Farbbezeichnungen unterschieden. Wasserstoff, der mithilfe von Kernenergie erzeugt wird, wird dabei als pink bzw. rosa, rot oder violett bezeichnet.

## Geschichte
Mögliche Wege zur Umsetzung der nuklearen Wasserstofferzeugung wurden anfänglich in den 1970er Jahren entwickelt. In den USA untersuchten das Gas Research Institute (GRI) und General Atomics damals verschiedene thermochemische Zyklen zur Wasserspaltung, die mit Kernreaktoren gekoppelt werden können. In den frühen 1980er Jahren wurden auch in der Sowjetunion wissenschaftliche Konzepte zur Wasserstoffproduktion mit Kernenergie publiziert. Einen neuen Impuls erhielt die Forschung 2003 durch Arbeiten am Argonne National Laboratory (ANL), die das Interesse an thermochemischen Verfahren erneut belebten. Seitdem wird insbesondere der Kupfer-Chlor-Zyklus (Cu-Cl-Zyklus) im Rahmen eines internationalen Forschungsprogramms weiterentwickelt. An diesem Programm sind unter der Leitung der University of Ontario Institute of Technology zahlreiche Institutionen beteiligt, darunter Atomic Energy of Canada Limited, ANL sowie Partner aus Kanada, den USA, Argentinien, Tschechien, Rumänien und Slowenien. Die Arbeiten erfolgen in enger Zusammenarbeit mit dem Generation IV International Forum, das sich der Entwicklung fortschrittlicher Reaktorsysteme widmet. S. 6 ff.
In Schweden ist 2022 erstmals ein kommerzieller Vertrag zur Lieferung von Wasserstoff abgeschlossen worden, der mittels Elektrolyse unter Nutzung von Strom aus Kernenergie erzeugt wird. Der Betreiber des Kernkraftwerks Oskarshamn produziert bereits seit 1992 Wasserstoff für den Eigenbedarf der Anlage. Nach der Stilllegung der Reaktoren Oskarshamn 1 und 2 in den Jahren 2016 und 2017 steht überschüssige Kapazität zur Verfügung, sodass auch externe Abnehmer beliefert werden können. Die Anlage kann Stand 2022 rund 12 kg Wasserstoff pro Tag erzeugen; ein Ausbau der Kapazitäten ist geplant.
Seit 2023 wird am Standort des US-amerikanischen Kernkraftwerks Nine Mile Point eine Demonstrationsanlage mit einer täglichen Produktion von 560 kg Wasserstoff betrieben. Bei der Elektrolyse kommt eine Protonen-Austausch-Membran zum Einsatz.

## Farbeinteilung
In der Literatur werden – wie bei anderen Arten der Wasserstofferzeugung auch – für das farblose und durchsichtige Gas Wasserstoff aus Kernenergie unterschiedliche Farbbezeichnungen verwendet, wobei diese teilweise nach dem eingesetzten Herstellungsverfahren differenziert sind. So steht „pinker Wasserstoff“ oder „rosa Wasserstoff“ (englisch pink hydrogen) in der Regel für Wasserstoff, der durch Elektrolyse mit Strom aus Kernkraft erzeugt wird. „Roter Wasserstoff“ (englisch red hydrogen) bezeichnet mitunter das Produkt thermochemischer Zerlegung von Wasser unter Nutzung von Hochtemperaturreaktoren. Der Begriff „violetter Wasserstoff“ (englisch purple hydrogen) kann sich auf hybride Verfahren beziehen, die Kernenergie und -wärme mit chemothermischer Elektrolyse kombinieren. Diese Zuordnungen sind jedoch nicht normiert und variieren zwischen verschiedenen Quellen.

## Eigenschaften
Ein möglicher Vorteil der Wasserstofferzeugung aus Kernenergie liegt in der Bereitstellung einer kontinuierlichen, grundlastfähigen Energiequelle ohne direkte Treibhausgasemissionen. Im Gegensatz zu erneuerbaren Energiequellen wie Solar- und Windkraft, die aufgrund von Wetter- und Tageszeitabhängigkeit Schwankungen unterliegen, kann Kernenergie stabil hohe Temperaturen und elektrische Energie liefern – Voraussetzungen, die für verschiedene Verfahren der Wasserstoffproduktion erforderlich sind. Wasserstoff aus Kernenergie kann etwa zur Stromerzeugung in Spitzenlastzeiten, als Treibstoff im Verkehrssektor oder als Ausgangsstoff in der Industrie verwendet werden. Er kann den Ausbau erneuerbarer Energiequellen fördern, die eine vorübergehende Energiespeicherung benötigen, um das schwankende Verfügbarkeitsprofil zu glätten. S. 22
Wasserstoff aus Kernenergie gilt als weitgehend klimaneutrale Möglichkeit der Wasserstoffgewinnung. Politisch-rechtlich wurde die Kernenergie 2023 in der EU als nachhaltige Übergangstechnologie deklariert. Wissenschaftlich und gesellschaftlich ist diese Entscheidung aber wegen der besonderen Risiken bei Störfällen und der in den meisten Ländern ungelösten Endlagerung der Abfallprodukte umstritten.
Schließt man den Abbau des Uranerzes und sonstige Emissionen des Herstellungsprozesses mit ein, ergibt sich ein CO2-Fußabdruck von 0,1 bis 0,3 kg CO2-Äquivalent für jedes Kilogramm Wasserstoff, das mit Kernenergie gewonnen wird.
Der Wasserverbrauch bei der Herstellung von Wasserstoff mittels Wasserelektrolyse unter Nutzung von Kernenergie ist vor allem auf Verdunstungsverluste durch Kühlung zurückzuführen und liegt etwas höher als der Verbrauch bei der Kohlevergasung. Er übersteigt den Verbrauch der elektrolytischen Herstellung aus Solarenergie und Windkraft sowie der Dampfreformierung mit Erdgas um ein Vielfaches und ist deutlich geringer als bei der Wasserstoffproduktion aus Biomasse.

## Wirtschaftlichkeit
Die Wasserqualität ist bei der Wasserspaltung zur Wasserstofferzeugung ein entscheidender Faktor – sauberes, vorbehandeltes Wasser ist erforderlich, was insbesondere in wasserarmen Regionen hohe Kosten verursachen kann. Daher gewinnen Systeme an Bedeutung, die Meerwasser aufbereiten oder Brackwasser verwenden können. Die Kopplung von Wasserstoffanlagen mit Entsalzungsanlagen erscheint ökonomisch sinnvoll, da sie sowohl Wasser für die Wasserstoffproduktion als auch Trinkwasser liefern können. S. 470
Eine im Jahr 2024 veröffentlichte Studie stellte einen starken Einfluss der Anlagengröße auf die Produktionskosten fest: So lassen sich die Kosten von 8,2 Dollar pro Kilogramm ($/kg) Wasserstoff bei einem APWR-Reaktor mit 360 Megawatt elektrischer Leistung (MWe) auf ca. 6 $/kg bei einem größeren Reaktor mit 1117 MWe senken. Besonders kosteneffizient erweist sich die Kombination aus Hochtemperaturreaktoren  und Hochtemperaturelektrolyse, die eine Wasserstoffproduktion zu etwa 3,5 $/kg ermöglichen – ein Wert, der sogar leicht unterhalb dem der Stromnetz-basierten Elektrolyse von 3,6 $/kg liegt. Wasserstoff aus Windenergie gibt die Studie zum Vergleich mit etwa 2 $/kg an, aus Photovoltaik mit etwa 2,2 $/kg. Eine Einschränkung der Studie besteht darin, dass sie mit konstanten Stromtarifen rechnet, obwohl in der Praxis variable, z. B. tageszeitabhängig günstige Tarife insbesondere für Kernkraftwerke die Wirtschaftlichkeit deutlich verbessern könnten. Die Wahl der Speichertechnologie hat ebenfalls signifikanten Einfluss: Die Speicherung als komprimiertes Gas (CG) ist am wirtschaftlichsten, während Flüssigwasserstoff leicht teurer und Metallhydridspeicher deutlich kostspieliger sind. Ähnlich verhält es sich bei der Distribution: Rohrleitungstransport ist günstiger als Fahrzeugtransport, jedoch nur bei vorhandener Infrastruktur umsetzbar. Insgesamt zeigen die Ergebnisse, dass nuklear erzeugter Wasserstoff insbesondere dann wirtschaftlich konkurrenzfähig sein kann, wenn Abwärme sinnvoll genutzt und variable Stromtarife eingesetzt werden – sowie durch Skaleneffekte. Politische Maßnahmen wie CO2-Bepreisung könnten die Wirtschaftlichkeit nuklearer Optionen zusätzlich verbessern. Andere Quellen setzen höhere Kosten für Grünen Wasserstoff an, wodurch der aus Kernenergie erzeugte Wasserstoff tendenziell bereits günstiger wäre.

## Regelwerk der EU
In einem 2024 von der EU-Kommission vorgelegten Regelwerk für die Herstellung von Wasserstoff erwirkten die Betreiber der Kernenergie in Frankreich die Anerkennung ihrer Technologie. Demnach gelten Ausnahmen für Produktionsanlagen eines Landes, die weniger als 65 Gramm CO2-Äquivalent pro Kilowattstunde ausstoßen, wobei in der EU nur Frankreich mit seinen Atomkraftwerken und Schweden dieses Kriterium aller 27 Mitgliedstaaten erfüllen. Zudem sollen alle grünen Kriterien, die europäischen Herstellern auferlegt werden, auch für aus dem Ausland importierten Wasserstoff gelten. Frankreichs Energieministerin Agnès Pannier-Runacher verdeutlichte vor der EU-Kommission die französische Sicht der „real bestehenden Gefahr, dass die Diskussionen in Brüssel dazu führen, dass sehr hohe Ziele für erneuerbaren Wasserstoff für die Industrie auferlegt werden […], ohne den Anteil des Wasserstoffs zu berücksichtigen, der aus Strom nuklearen Ursprungs erzeugt werden kann.“ Was bedeute, „dass ein Land wie Frankreich Gefahr läuft, daran gehindert zu werden, seinen kohlenstofffreien Strom zur Erzeugung von Wasserstoff zu nutzen“.